# Elon Musk: Tesla, SpaceX, and the Quest for a Fantastic Future
Elon Musk: Como o CEO bilionário da SpaceX e da Tesla está moldando o nosso futuro, (no original em inglês: Elon Musk: Tesla, SpaceX, and the Quest for a Fantastic Future) é a biografia de Elon Musk escrita por Ashlee Vance, publicada em 2015. O livro traça a vida de Elon Musk desde sua infância até o tempo que ele passou na Zip2 e Paypal, e depois na SpaceX, Tesla e SolarCity. No livro, Vance gerenciou para conseguir entrevistas regulares com Musk, aqueles próximos dele, e aqueles que estavam com ele nos pontos mais importantes de sua vida; Musk não teve controle nos conteúdos da biografia.

## Recepção

### The Washington Post
The Washington Post escreveu que "o livro é um olhar tremendo dentro daquele que é indiscutivelmente o empreendedor mais importante do mundo. Vance pinta uma imagem inesquecível da personalidade única de Musk, um desejo insatisfeito e habilidade para superar coisas complicadas."

### The New York Times
Resenhista do The New York Times escreveu, "Sr. Vance entregua um retrato bem calibrado do Sr. Musk, para que possamos compreender tanto os seus amigos quanto seus inimigos. É um livro com muitos prazeres auxiliares. Sr. Vance nos trás atualizações sobre os estados da energia verde e lançamentos espaciais. Ele também se desvia de seu assunto o suficiente, oferecendo perfis de pessoas frequentemente brilhantes que trabalharam junto do Sr. Musk. A melhor coisa que Sr. Vance faz nesse livro, entretanto, é contar a história do Sr. Musk de forma simples e boa."

### Outras recepções
Foi declarado um dos melhores livros de 2015 pelo The Wall Street Journal, NPR, Amazon.com, Fast Company e Audible. O livro também passou vários meses na lista de best-seller do The New York Times e tem sido um best-seller pelo mundo. Foi traduzido em 48 idiomas.